# Jayanthi Kuru-Utumpala
Jayanthi Kuru-Utumpala (em cingalês:  ජයන්ති කුරු උතුම්පාල, nascida em 3 de setembro de 1979) é uma aventureira do Sri Lanca, alpinista profissional, palestrante motivacional e ativista LGBT e dos direitos das mulheres. Ela é a primeira pessoa do Sri Lanca a escalar o Monte Everest, feito que alcançou em 21 de maio de 2016. Jayanthi é uma defensora dos direitos das mulheres no Sri Lanca e passou a maior parte de sua vida adulta pesquisando estudos de gênero e direitos das mulheres. Ela formou uma colaboração com o colega montanhista Johann Peries para várias expedições.

## Biografia
Jayanthi Kuru-Utumpala nasceu em 3 de setembro de 1979, em Colombo, capital do Sri Lanca. Seu pai, Nissanka, é engenheiro mecânico e sua mãe, Jacinta, era gerente na indústria hoteleira. Seu irmão mais velho, Rukshan, frequentou o S. Thomas' College, em Mount Lavinia. Ela foi descrita como uma pessoa destemida em sua tenra idade por seu irmão.

## Carreira
Jayanthi Kuru-Utumpala estudou no Bishop's College entre 1984 e 1998, cursando a educação primária e a educação secundária nessa mesma escola. Em 1999, depois de terminar seus estudos, ela ingressou no Sri Lanca Foundation Institute para obter um diploma em jornalismo e comunicação. Ela ingressou na Miranda House da Universidade de Delhi, na Índia, em 2000, e obteve seu bacharelado em literatura inglesa, em 2003. Ela também concluiu o Curso Básico de Montanhismo de 28 dias de estilo militar e o Curso Avançado de Montanhismo de 28 dias do Instituto de Montanhismo do Himalaia, em 2003 e 2004, respectivamente. Em 2007, ela obteve um diploma de pós-graduação em estudos femininos, pela Universidade de Colombo, no Sri Lanca.
Jayanthi Kuru-Utumpala ganhou uma bolsa para estudar na Universidade de Sussex, no Reino Unido, e obteve seu título de Mestre em Artes em estudos de gênero, em 2009. Ela realizou pesquisas sobre os direitos das mulheres durante seus estudos superiores e também deu palestras motivacionais destinadas a capacitar as alunas. Desde 2003, ela tem sido um membro importante do movimento de mulheres do Sri Lanca, bem como parte do Women and Media Collective. Ela atuou como especialista em gênero e sexualidade na Care International Sri Lanca em abril de 2015. Em 2016, ela foi nomeada a primeira embaixadora da boa vontade para os direitos das mulheres no Sri Lanca pelo então Ministro dos Assuntos Femininos, Chandrani Bandara Jayasinghe.
Em 2017, ela escreveu sobre sua experiência pessoal ao receber uma rara plataforma pública para desafiar os estereótipos de gênero em um artigo intitulado "Depois do Everest: o montanhismo pode enfrentar os mitos de gênero no Sri Lanca?"
Como parte de seu ativismo feminista, junto com outras duas colegas, ela recentemente co-criou Delete Nothing - uma plataforma online destinada a documentar a violência relacionada à tecnologia no Sri Lanca.
Jayanthi Kuru-Utumpala juntou-se a Johann Peries em 2011 e trabalhou com ele em várias expedições bem-sucedidas, incluindo:
- 2012 - o cume do Pico de Adão, o Pico da Ilha, montanha cônica de 2.243 metros de altitude, situada no Sri Lanca, reverenciada como local sagrado pelo hinduísmo, pelo budismo e pelo islamismo.[15]
- 2014 - o cume do Monte Kilimanjaro, no norte da Tanzânia, junto à fronteira com o Quênia, ponto mais alto da África, com 5.895 metros no Pico Uhuru.[16]
- 2016 - o cume histórico do Monte Everest, montanha de maior altitude da Terra, seu pico está a 8.848,86 metro acima do nível do mar, na Cordilheira do Himalaia, localizada em cinco países (Paquistão, Índia, China -região do Tibete-, Nepal e Butão), na Ásia.[17]

Sendo ávida alpinista, também escalou o Paarl Rocks, em Stellenbosch, África do Sul; o Arneles Mendoza, na Argentina; os Pirenéus, na Espanha; o Saxônia Suíça, na Alemanha, além de escalar em seu penhasco local em ClimbLanka, em Horana. Em fevereiro de 2019, Jayanthi e Peries assinaram oficialmente como embaixadores da marca do Hatton National Bank.

## Expedição ao Everest
A partir de 2012, Jayanthi Kuru-Utumpala e Johann Peries treinaram para escalar o Everest e participaram de várias atividades recreativas, como natação e escalada. Em abril de 2016, a dupla anunciou que estava em uma missão para escalar o Monte Everest. Eles formaram a campanha Sri Lancan Everest Expedition, 2016. A expedição, que custou cerca de US$ 60.000,00 por pessoa (aproximadamente 307.000 reais), contou com o apoio da empresa de montanhismo International Mountain Guides, que forneceu apoio de guia, ajuda de xerpas, logística, alimentação e hospedagem durante a expedição. Jayanthi e Johann foram acompanhados pelos xerpas nepaleses Ang Karma (Jayanthi) e Ang Pasang (Johann).
Jayanthi alcançou o cume do Monte Everest com sucesso às 5:03 da manhã de 21 de maio de 2016, enquanto Johann não conseguiu completar a façanha, pois seu tanque de oxigênio falhou 400 metras antes do cume. Johann atingiu uma altura de 8.400 metros, que fica além do Acampamento IV (o último acampamento na rota de ascensão sul, no colo sul). Jayanthi se tornou a primeira e única mulher do Sri Lanca a atingir o cume do Monte Everest. Jayanthi também fez do Sri Lanca o quarto país do mundo a ter uma de suas mulheres chegando ao topo do Monte Everest, depois da Polônia, da Croácia e da África do Sul.

## Reconhecimentos
2016 - Prêmio especial do canal de TV Ada Derana como parte do Ada Derana Sri Lancan of the Year.
2017 - Lista da BBC de 100 mulheres inspiradoras e influentes de todo o mundo.
2019 - Nomeada como uma das mulheres mais influentes entre as mulheres transformadoras no Sri Lanca, pelo Parlamento do Sri Lanca, coincidindo com o Dia Internacional da Mulher.
2019 - Uma das 66 homenageadas a receber honras nacionais do presidente do Sri Lanca, Maithripala Sirisena.